# دانشکده پرستاری و مامایی کرمانشاه
دانشکده پرستاری و مامایی کرمانشاه به ریاست دکتر علی اکبر ویسی رایگان زیر نظر دانشگاه علوم پزشکی کرمانشاه فعالیت می‌کند.
در حال حاضر تعداد دانشجویان دانشکده پرستاری و مامایی حدود ۶۰۰ نفر می‌باشد که در دوره‌های کارشناسی پرستاری، کارشناسی ارشد مراقبتهای ویژه پرستاری، روان پرستاری، کارشناسی پیوسته و ناپیوسته مامایی و کارشناسی ارشد مشاوره در مامایی در حال تحصیل هستند.
دکتر علی اکبر ویسی رایگان از اعضای هیئت علمی دانشکده پرستاری ومامایی با گرایش آموزش داخلی و جراحی است. وی هم‌اکنون به عنوان مدیر پرستاری دانشگاه علوم پزشکی کرمانشاه انجام وظیفه می‌کند. از سوابق اجرایی وی می‌توان به ریاست و عضو هیئت مدیره نظام پرستاری کرمانشاه ازسال ۱۳۸۱ تا کنون، عضویت در شورای سیاست گذاری دانشگاه، ریاست دانشکده پرستاری ومامایی کرمانشاه، ریاست شورای تحصیلات تکمیلی دانشکده پرستاری ومامایی کرمانشاه اشاره کرد
از دیگر فعالیتهای ایشان می‌توان خدمت به عنوان معاونت آموزشی دانشکده پرستاری ومامایی کرمانشاه، معاونت اداری مالی دانشکده پرستاری ومامایی کرمانشاه، عضویت در شورای عالی بسیج جامعه پزشکی دانشگاه علوم پزشکی کرمانشاه و عضویت کارگروه تخصصی بهداشت، درمان، حوادث و سوانح غیرمترقبه استان کرمانشاه از ۱۳۹۱ تاکنون را نام برد.

## تاریخچه
دانشکده پرستاری و مامایی کرمانشاه یکی از قدیمی‌ترین و اولین دانشکده‌های پرستاری و مامایی ایران می‌باشد. این دانشکده فعالیت خود را در سال ۱۳۴۴ با عنوان آموزشگاه عالی پرستاری و مامایی ۲۵ شهریور آغاز نمود. پس از پیروزی انقلاب شکوهمند اسلامی در سال ۱۳۵۷ به آموزشگاه پرستاری و مامایی ۱۷ شهریور تغییر نام داد و از سال ۱۳۶۱ تا ۱۳۶۴ به عنوان مجتمع آموزشی و پژوهشی کرمانشاه به فعالیت خود ادامه داد. از سال ۱۳۶۴ تا ۱۳۸۶ به عنوان دانشکده پرستاری و مامایی و پیراپزشکی شناخته شد، در سال ۱۳۸۶ گروه‌های پیراپزشکی از دانشکده پرستاری و مامایی جدا شدند.

## فضای فیزیکی و امکانات
دانشکده پرستاری و مامایی در فضایی به وسعت۷۰۰/۵۲ متر مربع، با ۴۵۰/۳ متر مربع زیر بنا، و۴۰۰/۵ متر مربع فضای سبز قرار دارد و دارای امکانات ذیل می‌باشد:
۱- پارکینگ مسقف و روباز: ۲۰۰ متر مربع
۲- کلاس درس: ۱۲ کلاس با ظرفیت حدود ۴۰۰ نفر مجهز به ویدئوپروژکتور
۳- سالن جلسات: ظرفیت ۳۰ نفر مجهز به ویدئوپروژکتور
۴- سالن آمفی تئاتر: ظرفیت ۱۵۰ نفر مجهز به ویدئوپروژکتور و اتاق تهیه اسلاید
۵- کتابخانه: در فضایی به وسعت ۶۰۰ متر مربع مربع قرار دارد. این فضا شامل مرکز کامپیوتر، پایگاه عرضه اطلاعات، دو سالن مطالعه جهت خانم‌ها و آقایان، انبار کتابخانه، اتاق آماده‌سازی و فهرست نویسی، بخش امانات، اتاق ریاست و کارکنان می‌باشد.
۶- مرکز مهارتهای بالینی: در فضایی به مساحت ۴۰۰ متر مربع قرار دارد. دو سالن مجزا جهت آموزش مهارتهای بالینی پرستاری و مامایی، با استفاده از انواع وسایل کمک آموزشی (مدل‌ها، مولاژها، ابزارها) تجهیز شده است. علاوه برآن امکان پخش فیلمهای آموزشی نیز در این مکان وجود دارد.
۷- مرکز کامپیوتر: دو مرکز کامپوتر جهت دانشجویان کارشناسی با مساحت حدود ۲۰۰ متر مربع و دانشجویان تحصیلات تکمیلی با مساحت حدود ۵۰ متر مربع وجود دارد.
۸- مرکز مشاوره دانشجویان: روزهای شنبه، یکشنبه، دوشنبه در ساعات اداری فعال است.
۹- سالن غذا خوری وسلف سرویس: با متراژ حدود ۸۰۰ متر مربع